# 須藤元気
須藤 元気（すどう げんき、1978年〈昭和53年〉3月8日 - ）は、日本の政治家、総合格闘家、レスリング指導者、ダンスパフォーマー、作家、書家、居酒屋二代目、英会話学校代表。参議院議員（比例区、1期）を務めた。
東京都江東区出身。関東第一高等学校、拓殖短期大学経営科卒業、サンタモニカカレッジ芸術学部中退、拓殖大学大学院地方政治行政研究科修了。総合格闘技の選手として活躍し、2006年の現役引退後は、拓殖大学レスリング部監督として最優秀監督賞を受賞するなど実績を残す。他にも、ダンスパフォーマンス集団「WORLD ORDER」を率いるなど多岐にわたる活動を行う。2019年に参議院議員に初当選（後に2024年4月の衆議院東京都第15区補欠選挙に立候補したため、自動失職）。
ブラジリアン柔術黒帯、シャンパーニュ騎士団シュヴァリエ、一級小型船舶操縦士、危険物取扱者、唎酒師、ソムリエ、スクーバダイビング、防災士などの資格を所持している。

## 生い立ち
東京都江東区東陽町で生まれ育つ。実家は居酒屋。「元気」という名前は、父親がファンだった小山ゆうのボクシング漫画『がんばれ元気』の主人公に由来する。小学生の頃から軍事雑誌を愛読し、中学時代は、国防のために自衛隊員になることやフランス外人部隊になることを志していた。高校時代には、格闘家とミュージシャンになる夢を持ち、アメリカ帰りの逆輸入ファイターとして日本の格闘技界にプロデビューすることをイメージしていた。また、将来的には政治家になることを目標としており、世間に名前を知られる手段として格闘技を始めたと述べている。高校ではレスリング部に所属して部活動に励む一方、表参道でストリートミュージシャンとして音楽活動にも取り組んでいた。

## 格闘家として
関東第一高等学校時代にレスリング（グレコローマンスタイル）を始め、これが格闘スタイルの基礎となった。拓殖短期大学経営科に進学し、拓殖大学レスリング部時代の1996年に全日本ジュニアオリンピックで優勝、世界ジュニア選手権にも出場した。卒業後の1998年4月、アメリカ・ロサンゼルスに渡り、ビバリーヒルズ柔術クラブに所属。現地の格闘技大会に出場して経験を積み、1999年8月に帰国して日本の総合格闘技団体でプロデビューした。2001年までパンクラスを主戦場とし、プロ戦績は7勝2敗1分を記録。パンクラスでは菊田早苗らともに格闘家チームGRABAKAの立ち上げメンバーとなったが、活動の範囲を広げるため、2000年12月に再渡米した。2001年にはアメリカで交通事故に遭い、しばらく試合から遠ざかった。その後、UFCで2勝1敗の成績を残す。2002年2月11日。『K-1 WORLD MAX』日本代表決定トーナメントでデビュー。戦績は、柔術・レスリングをベースとしたサブミッション（関節技や絞め技）による勝利が多かった。「入場100％、試合100％」を公言し、凝った入場演出やトリッキーなファイトスタイルで格闘技ファンの注目を集めた。格闘家現役時代のネックネームは「変幻自在のトリックスター」であり、「WE ARE ALL ONE（すべてはひとつ）」というメッセージも掲げていた。2006年12月31日の試合後、16勝4敗1分の戦績で現役引退を表明した。
主な戦績
- 2003年12月31日、K-1 PREMIUM 2003 Dynamite!!で体重差110kgのバタービーンに2Rヒールホールドで一本勝ち。
- 2004年5月22日、K-1 MMA Championship ROMANEXでホイラー・グレイシーに1RKO勝ち。
- 2006年12月31日、K-1 PREMIUM 2006 Dynamite!!でジャクソン・ページと対戦、1R 3分5秒三角絞めで一本勝ちし、リング上で突然の引退宣言を行った。

### レスリング指導者として
2008年11月1日、拓殖大学レスリング部監督に就任し、以降、最優秀監督賞を複数回受賞した。
- 2009年5月22日、東日本学生リーグ戦で監督就任後初の優勝、最優秀監督賞受賞。
- 2010年9月、イタリアで開催された世界学生レスリング選手権大会で日本代表監督を務める。
- 2010年11月12日、第36回内閣総理大臣杯 全日本大学レスリング選手権大会で最優秀監督賞受賞。
- 2012年2月、アメリカ・コロラド州でのデーブ・シュルツ記念国際大会で日本代表チーム監督。
- 2012年10月、フィンランドでの世界学生レスリング選手権大会で日本代表監督。
- 2012年10月19日、全日本大学グレコローマン選手権で拓殖大学を優勝に導き、7回目の最優秀監督賞受賞。
- 2015年4月、日本オリンピック委員会レスリング競技強化スタッフに就任。
- 2015年7月、スペイン・マドリードでのスペイン・グランプリで日本代表監督（男子グレコローマン）を務めた。

## 作家、俳優、ミュージシャンとして
2002年10月19日、映画『凶気の桜』で俳優としてデビューした。その後も『フライ,ダディ,フライ』（2005年）、『鳶がクルリと』（2005年）、『仮面ライダーW FOREVER AtoZ/運命のガイアメモリ』（2010年、泉京水役）、『仮面ライダーW RETURNS 仮面ライダーエターナル』（2011年、泉京水役）、『るろうに剣心』（2012年、戌亥番神役）など、映画・テレビドラマで活動している。2008年には映画『R246 STORY』（6編の短編から成るオムニバス映画）の中の「ありふれた帰省」で映画初監督（自身も主演）を務めた。
2005年10月25日、『幸福論』で作家デビュー。2006年に出版した著書『風の谷のあの人と結婚する方法』は19万部を超えるべストセラーとなり、思想家としても活動している。
2006年9月6日、「Love&Everything」で歌手デビューし、プロデュースはACIDMANが担当した。

### WORLD ORDER
2009年、パフォーマンスユニット「WORLD ORDER」を結成。西洋人が想像する典型的な日本人サラリーマンのビジュアルでロボットダンスを踊るパフォーマンスが海外で高い評価を受け、日本国内でも知名度を広げた。
- 2009年、「WORLD ORDER」を結成し[43]、同年12月16日にデビュー曲『WORLD ORDER』をiTunesで先行配信した[44]。
- 2012年3月15日、デルのスマートフォン発売記念イベントでWORLD ORDERのメンバー7名と640人のダンサーでロボットダンスを同時に踊り、ギネス世界記録を達成した[45][46][47]。
- 2019年6月、政治家活動開始に伴い「WORLD ORDER」のプロデューサーを引退したが、同年12月の10周年記念ライブに登場し、「WORLD ORDERは、音楽を通して私の政治的メッセージを伝えようとする試みだった」と語っている[48]。その後、2021年9月にはプロデューサーとして新曲をリリースした[49]。

## 政治家として

### 来歴
2019年7月21日に行われた第25回参議院議員通常選挙で、旧立憲民主党は比例代表に計22人の候補者を擁立し、8議席を確保。須藤は73,787票を獲得し、得票数8位で初当選した。
2020年6月、東京都知事選挙で山本太郎を支持したことや、消費税減税への党の消極姿勢などを理由に立憲民主党への離党届を提出したが、党側はこれを受理せず、比例代表で当選した議席であることから議員辞職を求めた。しかし、須藤は議席を返上せず、無所属で議員活動を継続した。2020年9月、立憲民主党と国民民主党が合流して新たに結党した新・立憲民主党への参加を見送り、無所属のまま活動を続けた。
2024年4月、衆議院東京15区補欠選挙に無所属で立候補したため、公職選挙法の規定により参議院議員を退職（自動失職）した。選挙では街宣車を使わず自転車で選挙区を回り、神出鬼没に街頭演説を行うスタイルが話題となった。また、この選挙戦ではれいわ新選組の山本太郎から応援演説を受けた。補欠選挙では次点で落選し、落選後も江東区を地盤に政治活動を継続する意向を示した。
同年10月27日に行われた衆院選に東京15区から無所属で立候補したが、酒井菜摘に1,125票差で次点で落選した。
2025年4月23日、国民民主党が次期参院選比例代表候補として須藤を擁立する方針が報じられ、SNSなどで批判や波紋が広がった。同年5月14日に国民民主党公認で出馬することが正式発表されると、党の「科学的根拠に基づく政策方針」と須藤の新型コロナワクチンやマスク着用など感染対策に否定的な発信との矛盾を指摘する声が上がった。党が掲げる原発や緊急事態条項推進の政策と須藤の主張との不一致も指摘されている。公認発表直前の同年4月5日には、Xでワクチン接種後の健康被害に関する報道を引用し「報告されている健康被害の数を考えると、現在も接種が継続されている状況には疑問を感じざるを得ません」と投稿していた。党は公認に際し、候補者に「党の合意事項に反しない」旨の確認書の提出を求め、須藤もこれに署名したと公表したが、本人は自身の過去発言を撤回せず「副反応への懸念の発信」と釈明するにとどまった。党幹部が「反ワクチンではない」「本人に確認した」と説明する場面もあったが、批判は続き、報道各社の世論調査では国民民主党の支持率が下落し、人選がきっかけの1つと報じられた。同年6月30日、東京都内で記者団の取材に応じ、ワクチンに関する過去の発信について「私の発言で医療従事者に大きな負担をかけた。心からおわびする」と陳謝した。
同年7月20日投開票の参議院議員選挙で、国民民主党は比例代表に計19人の候補者を擁立し、7議席を確保。須藤は61,416票を獲得したが、得票数8位により、次点で落選した。

### 政策・主張
高校時代から政治家を志し、知名度を高めるために格闘技を始めたと述べている。政治家としてのスタンスについては、自らの格闘スタイルになぞらえて「引くところは引いてチャンスをうかがい、勝てると思った時にいく」と語っている。
本人の公式サイトでは次の3つの目標「すべての人が希望を持てる社会の実現」「世界に誇れる国づくり」「江東区から日本を元気に」を掲げている。

#### 経済政策
- 積極財政による経済政策を持論とする消費税廃止・減税論者であり、他にもインボイス制度の廃止などを主張している[85][86][87][88]
- 2024年に日銀がマイナス金利政策の解除と17年ぶりの金利の引き上げを決定したことに対する評価を避けている。同年6月に実施された1人あたり4万円の所得税などの定額減税は「あまり効果がない」とし、物価高対策として消費税率を一時的に引き下げる必要性や大企業や所得が多い人への課税強化を主張している[89][90]。
- 物価高対策として政府が最優先で取り組むべきことは減税であり、政府が2025年度黒字化目標を掲げている基礎的財政収支については目標破棄を主張して財政規律より積極的な財政出動を優先する考えを示している[91][92]
- 経済全体の規模を大きくする「成長」と、富の移転で格差是正を目指す「分配」のどちらを重視するかについてはどちらかといえば分配を重視する考えを示している。今後の日銀の金融政策の方向性については、金利上昇は慎重に行うべきとの考えを示している[93]。
- 10%の消費税率について、引き下げるべきだと主張している[94]

#### 外交・安全保障
- 日本の防衛力についてはある程度強化すべきだと主張しており、防衛費増額の財源を賄うための増税に反対している。非核三原則については維持を主張している[95][96]。
- 防衛費の適切な規模については、政府方針と同様の対GDP比2%程度を主張している。反撃能力を日本が持つことに対する評価は避けている。沖縄をはじめとする南西諸島の防衛力を強化することにやや積極的であり、ロシアの侵略を受けるウクライナへの支援については縮小または廃止を主張している。能動的サイバー防御の導入に対する評価を避け、日米関係や日中関係、日韓関係などの強化には慎重な姿勢を示している[97]。
- 台頭する中国との付き合い方は今の距離感で良いとの考えを示している。沖縄県宜野湾市の米軍普天間飛行場を同県名護市辺野古に移設する計画についてはやや消極的で、防衛費増額の財源確保に向けて増税するとしている政府の方針については増額の方針に賛成も増税には反対している。日米地位協定については見直すべきだと主張しており、日本の核保有・核共有には反対している[98]。

#### エネルギー
- 原子力発電への依存度については下げるべきだと主張している。電源構成に占める再生可能エネルギーの割合については今後主力電源としていく考えを示している[99][100]。
- 2050年までに温室効果ガスの排出を実質ゼロにするとしている政府の目標については引き下げるべきだと主張している。企業などに対して二酸化炭素排出量に応じて課税する炭素税を強化していくことに反対しており、当面の間は原発は必要で将来的に廃止すべきだと主張している[101]。

#### 憲法
- 今の憲法を改正する必要はないとしているものの、憲法9条を改正して自衛隊を明記することに対する評価を避けている。一方で令和電子瓦版の取材では憲法改正について議論の必要性は認めつつも、憲法11条の基本的人権の享有の部分の改正などを理由に自民党が平成24年に出した改憲草案には反対する姿勢を示している。9条についても議論の必要性を認めている[102][103][104]。
- 大規模災害やテロなどの緊急事態が発生した際に、政府の権限を一時的に強めたり国会議員の任期を延長したりする緊急事態条項を設けることに反対している[105][106][107]

#### 皇室観
- 女性天皇を認めるか否かについて評価を避けている。女系天皇を認めることには反対している[108][109][110]。
- 皇族の減少対策については皇族の女性を結婚後も皇室に残せるようにすることを主張している[111]

### 所属団体・議員連盟
- 無所属同期勉強会[112]
- 食の安全安心を創る議員連盟[113]
- 有機農業推進議員連盟[114]
- 格闘技振興議員連盟／NOAH（事務局長）[115][14]
- バイカーズ議員連盟（呼びかけ人）[116]
- 子どもへのワクチン接種とワクチン後遺症を考える超党派議員連盟[117]
- WCH議員連盟[118]

### 主張と政治的立場
参議院議員時代から、新型コロナウイルス（COVID-19）対策としてのワクチン接種やマスク着用に疑問を呈し、政府の感染症対策に対して批判的な発言・活動を続けている。ワクチンについて「打てば打つほど感染する」「免疫力が下がる」「死者激増」「帯状疱疹やインフルエンザが激増する」などの主張を繰り返してきた。また、WHOのパンデミック条約に反対し、反ワクチン団体「WCH」の議員連盟にも参加している。様々な反ワクチン関連のイベントに現れ、「WHO脱退」を掲げた大規模集会に参加したこともあるが、ステージ登壇はしていない。2024年の衆院東京15区補選の演説では、ワクチンに関する発言は避けたとされる。
慣行農法に批判的で、オーガニック給食の導入を推進している。また、Ｘ（旧Twitter）では、「ディープステート」や「ウクライナ支援反対」などの投稿も行っており、これらの投稿の一部には、誤解を招くおそれのある投稿に付けられる「コミュニティノート」が複数回付与されている。

#### 新型コロナウイルス対策への疑問と発言
- ワクチンやマスクなどのコロナ対策に懐疑的な立場をとり、ワクチン接種後の健康被害や政策のリスクを強調する発言を繰り返している[122][123][124]。
- 長尾和宏[125]、宮沢孝幸[126]、村上康文らワクチン政策に批判的な医師・専門家と連携し、「打てば打つほど感染する」「健康被害が拡大する」といった主張を発信している[122][123][127]。
- 反ワクチン系のイベントや講演会にも登壇し[15][128]、長尾和宏の講演会「コロナとイベルメクチン」では特別ゲストとして出演した[129][130]。
- れいわ新選組や参政党のワクチン政策に共感を示し、SNSなどで両党の支持を公言している[114][131][132]。
- 「子どもへのワクチン接種とワクチン後遺症を考える超党派議員連盟」など、ワクチン政策に慎重な立場の議員連盟に参加し[133][134][117]、子どもへのワクチン接種義務の撤回などに取り組んでいる[135][136][137]。2022年9月20日、参議院議員会館で開かれた総会に参加し、川田龍平（立憲民主党）、神谷宗幣（参政党）らと、5 - 11歳のワクチン接種の「努力義務」を撤回する提言を厚労省に提出した[138][117]。
- 反ワクチン団体「WCH（ワールドカウンシルフォーヘルス）」[139][140][141]の議員連盟[142]にも加盟し、パンデミック条約への反対を主張している[118][119][143]。

#### 有機農業・オーガニック給食の推進
- 2023年9月、参政党の政治資金パーティーにゲストとして登壇し[15]、神谷宗幣代表と「日本がグローバリストに支配され、海外で禁止になっている農薬が日本で使われている」ことや、農薬の健康リスク、食の安全などについて対談を行った[120][144]。
- 有機農業推進議員連盟に加盟し、国会質疑でオーガニック給食の推進を求めたり、全国の有機農業関係者を訪問するなどの活動も行っている[114]。
- 須藤が主張する「オーガニック給食の推進」は[114]、第27回参議院議員通常選挙で須藤を公認した国民民主党の政策にも含まれている[145][146]。

#### 陰謀論的世界観との関わり
- 2023年9月、参政党の政治資金パーティーにゲスト出演した際、ステージ上で「コロナ禍で本当に彼らはニューワールドオーダーは冗談じゃないんだって思って」と発言し、陰謀論的な世界観への共感を示した[144]。この際、参政党代表の神谷宗幣から入党を打診されたが、須藤は「慎重に考えたい」と述べ、明確な返答は避けた[15]。

## スピリチュアル思想
子供の頃から精神世界系の本を多く読み、自身も『幸福論』『神はテーブルクロス』『無意識はいつも君に語りかける』などスピリチュアル系や自己啓発系の著書を出版している。
- 2006年にテレビ番組『オーラの泉』に出演した際には、「スピリチュアルは科学」という考えを示し、スピリチュアルな現象を物理法則として捉える姿勢を語った。たとえば、「言葉はエネルギー体であり、『ありがとう』という言葉のエネルギーを出し続けると、それが物質化し現実に『ありがとう』が返ってくる」と述べ、これは「物理法則だと思っている」と語った。また、瞑想については「五感によって詰まったフィルターがきれいになり、直感や魂、守護霊の声が聞こえるようになる」と説明し、精神の浄化の手段として瞑想の重要性を強調した[148]。
- 四国八十八箇所を巡礼した際は、「ありがとう」という言葉を繰り返し唱え、交通量調査用のカウンターで21万90回を数えた[148][11][149]。
- 2007年にはチャネラーのダリル・アンカを通して、地球時間で3000年後の惑星エササニの多次元的存在バシャールと対談し、その内容をまとめた対談本『バシャール スドウゲンキ』を出版した[147][11][150]。同書で須藤は、2035年頃に異星人と交信し、宇宙連合の一員になる際に地球を代表するために政治家なりたいという意向を語っている[11][151]。また、人はそれぞれ固有の振動数を持っているという認識を持ち、バシャールとチャネルを合わせた際にはその振動数が大きく変化し、空気感が濃密になり、その場がシータ波のような状態に変わる感覚を体験したと述べている[147][151]。さらに同書では、須藤には宇宙人によって埋め込まれたインプラントが存在し、それが宇宙存在との交信を助けているとし、そのインプラントのアップデートを願い出た体験についても記している[151]。
- 2007年頃、自称超能力者のユリ・ゲラーと対談した際、将来政治家になると予言されたと語っている[144]。その際、ゲラーから「お洒落をすること」「敵を作らないこと」「スピリチュアルな話をしないこと」という3つのアドバイスを受け、それ以降スピリチュアルな話題にはあまり言及しないようにしている[152][153]。
- 格闘家引退後、北海道網走に移住し[35]、最上階にメディテーションルームを設けたピラミッド型のログハウスに住んでいた[11][154]。2010年には『芸能界1000人大調査!プライベート完全データ化スペシャル』に出演し[155]、宇宙人がUFOに乗って会いに来たという自身の体験を語った[156]。北海道ではUFOを呼び寄せるために1万坪の土地を購入しており、2010年1月には巨大なUFOが現れたが、機体が大きすぎて着陸できずに飛び去ってしまったという[156]。
- 2012年、南米コスタリカ在住の呪術師ルハン・マトゥスに出会い、「龍の涙」と呼ばれるシャーマニズムの秘技を学んだ。その体験を通して「愛に目覚めた」ことを描いた著書『自分が変われば世界が変わる 呪術師ルハン・マトゥスの教え』を出版した[157]。「龍の涙」は太極拳や気功体操のような動きで、須藤は毎日実践することで体内のチャクラを開き、全身の活性化や知覚の高まりを感じることができると語っている[11][158]。
- 映画『凶気の桜』で共演した窪塚洋介と親交があり、一緒に瞑想をしたり、世界平和について語り合っている[11]。

## 私生活、その他の活動
- 2007年11月22日に一般女性と結婚したが、2014年に離婚した[159]。
- 2009年に拓殖大学大学院に入学し[160]、地方政治行政研究科を修了した[4][5]。
- 2011年4月1日、ボランティア組織「Team WE ARE ALL ONE」を立ち上げ、東日本大震災の被災地で継続的にボランティア活動を行った[161][162]。
- 英語学習に取り組んでいる[163][164]。2016年には英会話学校eLingoの共同経営者・代表に就任し[165][166]、2018年6月にはセブ島の英語学校「QQイングリッシュ」校長に就任した[167][168][169]。同年4月には、著書『面倒くさがり屋の僕が3ヶ月で英語を話せるようになった唯一無二の方法』を出版した[170][171]。
- 書道家としても活動し、書道展で入賞・受賞歴がある[27][172]（2006年 第58回 毎日書道展入選。2008年 第60回 毎日書道展入選。2008年 第15回 泰書展 新人奨励賞 受賞[173]。2009年 第26回 産経国際書展 入選[163]。2016年11月 東京書作展 奨励賞 受賞）。
- 唎酒師、ソムリエ、スクーバダイビングのダイブマスター、一級小型船舶操縦士、防災士、調理師など複数の資格を取得している[5]。
- 2018年11月、シャンパーニュ騎士団のシュヴァリエ（騎士）に叙任された。
- 2019年5月、寿司職人としての修業を経て、西日暮里に「元気な魚屋さん」をオープンした[163]。

## エピソード
- 2003年7月24日、東京都渋谷区桜丘町の路上で連続通り魔事件に巻き込まれ、バイクに乗った男にカッターナイフのような刃物で右脇腹を刺され軽傷を負った[174][175]。
- 映画『仮面ライダーW FOREVER AtoZ/運命のガイアメモリ』で演じた泉京水役は、当初関西弁のオラオラ系キャラクターだったが、須藤が関西出身ではないことなどから、話し合いの末にオネエキャラに決定したとインタビューで語っている[176][177]。
- K-1、HERO'Sなどでの入場時の派手なダンス、衣装、セット、ダンサーへの経費はすべて自腹で賄っていたと語っている。視聴率が取れない選手は強くても起用されないことから、パフォーマンスを重視し、エンターテインメント性の戦いで小林幸子をライバル視していたという[11][178]。
- 参院選初当選後のインタビューで「まだ会ったことのない枝野幸男代表に挨拶に行きたい」と発言した[50]。
- 2021年1月7日発売の「週刊文春」にて、銭湯と思われる場所で須藤の局部が映った動画が動画投稿サイトで販売されていたと報道された[179]。須藤の事務所が削除依頼を出し、現在はサイトから消えているが、須藤本人は「僕は裸で試合をしていた人間なので、別に自分のイチモツを見られて何とも思いません」とコメントしている[179]。
- 2024年1月、深田萌絵のビジネスパートナーで米国でロビィスト登録（外国代理人登録）している台湾系米国人エンジニアのジェイソン・ホー（后健慈）[180][181][182]が代理契約する外国人当事者として名前が登録された[183]。

## 戦績

### 総合格闘技
| 総合格闘技 戦績 | 総合格闘技 戦績 | 総合格闘技 戦績 | 総合格闘技 戦績 | 総合格闘技 戦績 | 総合格闘技 戦績 | 総合格闘技 戦績 |
| --------------- | --------------- | --------------- | --------------- | --------------- | --------------- | --------------- |
| 21 試合         | (T)KO           | 一本            | 判定            | その他          | 引き分け        | 無効試合        |
| 16 勝           | 2               | 11              | 3               | 0               | 1               | 0               |
| 4 敗            | 1               | 0               | 3               | 0               | 1               | 0               |

| 勝敗 | 対戦相手                   | 試合結果 | 大会名                                                                                   | 開催年月日     |
| ○    | ジャクソン・ページ         | 1R 3:05 三角絞め | K-1 PREMIUM 2006 Dynamite!!                                                              | 2006年12月31日 |
| ○    | オーレ・ローセン           | 5分2R+延長1R終了 判定3-0 | HERO'S 2006                                                                              | 2006年3月15日  |
| ×    | 山本"KID"徳郁              | 1R 4:39 KO（右フック→パウンド） | K-1 PREMIUM 2005 Dynamite!! 【ミドル級トーナメント 決勝】                                | 2005年12月31日 |
| ○    | 高谷裕之                   | 2R 3:47 三角絞め | HERO'S 2005 ミドル級世界最強王者決定トーナメント準決勝 【ミドル級トーナメント 準決勝】   | 2005年9月7日   |
| ○    | 宮田和幸                   | 2R 4:45 腕ひしぎ十字固め | HERO'S 2005 ミドル級世界最強王者決定トーナメント準決勝 【ミドル級トーナメント 準々決勝】 | 2005年9月7日   |
| ○    | ラモン・デッカー           | 1R 2:54 ヒールホールド | HERO'S                                                                                   | 2005年3月26日  |
| ○    | ホイラー・グレイシー       | 1R 3:40 KO（膝蹴り→パウンド） | ROMANEX 格闘技世界一決定戦                                                               | 2004年5月22日  |
| ○    | マイク・トーマス・ブラウン | 1R 3:31 腕ひしぎ三角固め | UFC 47: It's On                                                                          | 2004年4月2日   |
| ○    | バタービーン               | 2R 0:41 ヒールホールド | K-1 PREMIUM 2003 Dynamite!!                                                              | 2003年12月31日 |
| ×    | ドゥエイン・ラドウィック   | 5分3R終了 判定0-3 | UFC 42: Sudden Impact                                                                    | 2003年4月25日  |
| ○    | レイ・レメディオス         | 2R 1:38 チョークスリーパー | UFC 38: Brawl at the Hall                                                                | 2002年7月13日  |
| ○    | 山本喧一                   | 2R 1:46 チョークスリーパー | リングス WORLD TITLE SERIES                                                              | 2001年12月21日 |
| ○    | ブライアン・ローアンユー   | 1R 2:17 三角絞め | リングス BATTLE GENESIS Vol.8 〜壮大なる格闘実験〜                                       | 2001年9月21日  |
| ○    | クレイグ・オックスレー     | 1R 3:14 アキレス腱固め | PANCRASE 2000 TRANS TOUR                                                                 | 2000年10月31日 |
| △    | アンドレ・ペデネイラス     | 15分1R終了 時間切れ | コロシアム2000                                                                           | 2000年5月26日  |
| ×    | 國奥麒樹真                 | 10分+延長3分終了 判定0-3 | PANCRASE 2000 TRANS TOUR                                                                 | 2000年2月27日  |
| ○    | ネイサン・マーコート       | 13:31 腕ひしぎ十字固め | PANCRASE 1999 BREAKTHROUGH TOUR                                                          | 1999年12月18日 |
| ○    | ビクトー・ハンセイカー     | 1:43 ギブアップ（肘打ち） | PANCRASE 1999 BREAKTHROUTH TOUR                                                          | 1999年10月25日 |
| ×    | 豊永稔                     | 10分+延長3分終了 判定0-3 | PANCRASE 1999 BREAKTHROUTH TOUR 【ネオブラッド・トーナメント 準決勝】                    | 1999年8月1日   |
| ○    | 窪田幸生                   | 10分+延長3分終了 判定3-0 | PANCRASE 1999 BREAKTHROUTH TOUR 【ネオブラッド・トーナメント 1回戦】                     | 1999年8月1日   |
| ○    | ティキ・ゴーセン           | 5分3R終了 判定ドロー （須藤と所属事務所の公式声明によると、 須藤元気のセコンドについていたバス・ルッテン の抗議により判定を訂正、 須藤の勝利が宣言された） | Extreme Shoot 2                                                                          | 1998年6月6日   |

### キックボクシング
| キックボクシング 戦績 | キックボクシング 戦績 | キックボクシング 戦績 | キックボクシング 戦績 | キックボクシング 戦績 | キックボクシング 戦績 | キックボクシング 戦績 |
| --------------------- | --------------------- | --------------------- | --------------------- | --------------------- | --------------------- | --------------------- |
| 6 試合                | (T)KO                 | 判定                  | その他                | 引き分け              | 無効試合              |                       |
| 2 勝                  | 2                     | 0                     | 0                     | 0                     | 0                     |                       |
| 4 敗                  | 2                     | 2                     | 0                     | 0                     | 0                     |                       |

| 勝敗 | 対戦相手             | 試合結果                         | 大会名                                                    | 開催年月日     |
| ×    | イアン・シャファー   | 2R 0:59 TKO（パンチ連打）        | K-1 WORLD MAX 2006 〜世界王者対抗戦〜                     | 2006年9月4日   |
| ○    | マイケル・ラーマ     | 2R 2:09 TKO（右眉上のカット）    | K-1 WORLD MAX 2004 〜世界王者対抗戦〜                     | 2004年10月13日 |
| ×    | アルバート・クラウス | 3R終了 判定0-3                   | K-1 WORLD MAX 2003 〜世界王者対抗戦〜                     | 2003年11月18日 |
| ×    | 魔裟斗               | 3R終了 判定0-3                   | K-1 WORLD MAX 2003 〜日本代表決定トーナメント〜 【1回戦】 | 2003年3月1日   |
| ○    | 金珍優               | 2R 0:16 KO（バックハンドブロー） | K-1 WORLD MAX 2002 〜世界王者対抗戦〜                     | 2002年10月11日 |
| ×    | 小比類巻貴之         | 3R 1:27 KO（右ローキック）       | K-1 WORLD MAX 〜日本代表決定トーナメント〜 【1回戦】      | 2002年2月11日  |

### グラップリング
| 勝敗 | 対戦相手 | 試合結果            | 大会名          | 開催年月日   |
| ○    | 宇野薫   | 5分2R終了 判定60-54 | CONTENDERS 2000 | 2000年7月1日 |

## 獲得タイトル
- 全日本ジュニアレスリンググレコローマンスタイル優勝
- ウエストサブミッショントーナメント優勝
- UFC-JAPAN王者

このタイトルはUFCに正式に認められたものではなく、活動を停止しているUFC-JAPANのリングで制定されたベルトである。前王者の山本喧一が個人的に保持していたものを、2001年12月21日にリングスでタイトルマッチを行ない奪取した。
- UFC38 Brawl at the Hall タップアウト、ベストファイター賞
- UFC47 Its On ！タップアウト、ベストファイター賞

## メディア出演

### テレビドラマ
- 金曜ナイトドラマ（テレビ朝日）
  - 『スカイハイ2』（2004年）
  - 『メイド刑事』（2009年）

### 映画
- 『凶気の桜』（2002年）
- 『フライ,ダディ,フライ』（2005年）
- 『鳶がクルリと』（2005年）
- 『R246 STORY「ありふれた帰省」』（2008年） - オムニバス作品のうちの1編で監督・主演[185]
- 『仮面ライダーW FOREVER AtoZ/運命のガイアメモリ』（2010年） - 泉京水 / ルナ・ドーパント 役[186]
- 『るろうに剣心』（2012年） - 戌亥番神 役

### オリジナルビデオ
- 『仮面ライダーW RETURNS 仮面ライダーエターナル』（2011年） - 泉京水 役

### ドキュメンタリー
- 『須藤元気がゆくアメリカ　ルート1』（2011年、NHK BSプレミアム） - ナビゲーター
- 『須藤元気 天空への道を翔る 南米ペルー・アマゾン アンデス ディープ紀行』（2015年5月30日、NHK BSプレミアム） - ナビゲーター

### CM
- ラミシールプラス（ノバルティスファーマ）
- ユニクロ
- ジョージア（日本コカ・コーラ）
- ウォータリングキスミント（江崎グリコ）
- EDWIN
- Reebok

## 書籍
- 『幸福論』（2005年10月、ネコ・パブリッシング / 文庫：2007年10月、ランダムハウス講談社）
- 『風の谷のあの人と結婚する方法』（2006年7月、ベースボール・マガジン社）
- 『神はテーブルクロス』（2007年4月、幻冬舎）
- 『レボリューション』（2007年9月、講談社 / 文庫：2012年5月、同） - チェ・ゲバラが旅した足跡をたどり、須藤と友人が中南米各地を巡った体験を記した旅行記[187][188]。
- 『バシャール スドウゲンキ』（2007年11月、ヴォイス） - チャネラーのダリル・アンカを通してバシャールという宇宙存在と対談したという本[147][189]。
- 『無意識はいつも君に語りかける』（2008年4月、マガジンハウス）
- 『キャッチャー・イン・ザ・オクタゴン』（2008年11月、幻冬舎 / 文庫：2011年6月、同）
- 『愛と革命のルネサンス』（2009年5月、講談社）
- 『Let's猫』（2010年1月、朝日新聞出版）
- 『今日が残りの人生最初の日』（2011年1月、講談社）
- 『美は肉体に宿る』（2011年2月、マガジンハウス）
- 『WE ARE ALL ONE 須藤元気のボランティア記録』（2011年7月、講談社）
- 『須藤元気のつくり方』(2011年12月、イーストプレス / 文庫：2016年4月、同)
- 『自分が変われば世界が変わる 呪術師ルハン・マトゥスの教え』（2012年4月、講談社） - 南米コスタリカの呪術師ルハン・マトゥスとの出会いや、秘技「龍の涙」を通じた精神的体験を綴ったエッセイ[11][190]。
- 『須藤元気のオフィス・トレーニング』(2013年3月、主婦の友社)
- 『やりたい事をすべてやる方法』(2013年4月、幻冬舎 / 文庫：2015年12月、同）
- 『須藤元気のいつでも・どこでも「筋トレ」ができる本』（2018年3月、三笠書房）
- 『面倒くさがり屋の僕が3ヶ月で英語を話せるようになった唯一無二の方法』（2018年4月、幻冬舎）
- 『減税救国論』（2024年3月、幻冬舎）

## 音楽作品
- 『Love&Everything』（2006年9月6日、東芝EMI）
- 『Missing Beauty』（2015年12月3日 配信限定）

## DVD
- 『GENKI SUDO』（2007年7月4日、TCエンタテインメント）
格闘を引退した須藤元気本人による責任編集で作られた映像作品。これまでの試合や入場シーンをダイジェストで収録のほか、インタビュー、このDVDのために撮影された「SPECIAL EXHIBITION」も収録。特典映像として未公開の「WESTSIDE SUBMISSION TOURNAMENT 2001」の映像も収録。

## 選挙歴
| 当落 | 選挙                     | 執行日         | 年齢 | 選挙区       | 政党       | 得票数    | 得票率 | 定数 | 得票順位 /候補者数 | 政党内比例順位 /政党当選者数 |
| ---- | ------------------------ | -------------- | ---- | ------------ | ---------- | --------- | ------ | ---- | ------------------ | ---------------------------- |
| 当   | 第25回参議院議員通常選挙 | 2019年07月21日 | 41   | 参議院比例区 | 立憲民主党 | 7万3787票 | ーー   | 50   | /                  | 8/8                          |
| 落   | 第49回衆議院議員補欠選挙 | 2024年4月28日  | 46   | 東京都第15区 | 無所属     | 2万9669票 | 17.38% | 1    | 2/9                | /                            |
| 落   | 第50回衆議院議員総選挙   | 2024年10月27日 | 46   | 東京都第15区 | 無所属     | 6万5666票 | 27.05% | 1    | 2/5                | /                            |

### 戦績
- HERO'S 選手データ
- K-1 選手データ - ウェイバックマシン（2011年8月17日アーカイブ分）
- パンクラス 選手データ
- MMAjunkie 選手データ
- 須藤元気の戦績 - SHERDOG（英語）
- Genki Sudô - IMDb（英語）